# Mezquita de Osman Saj

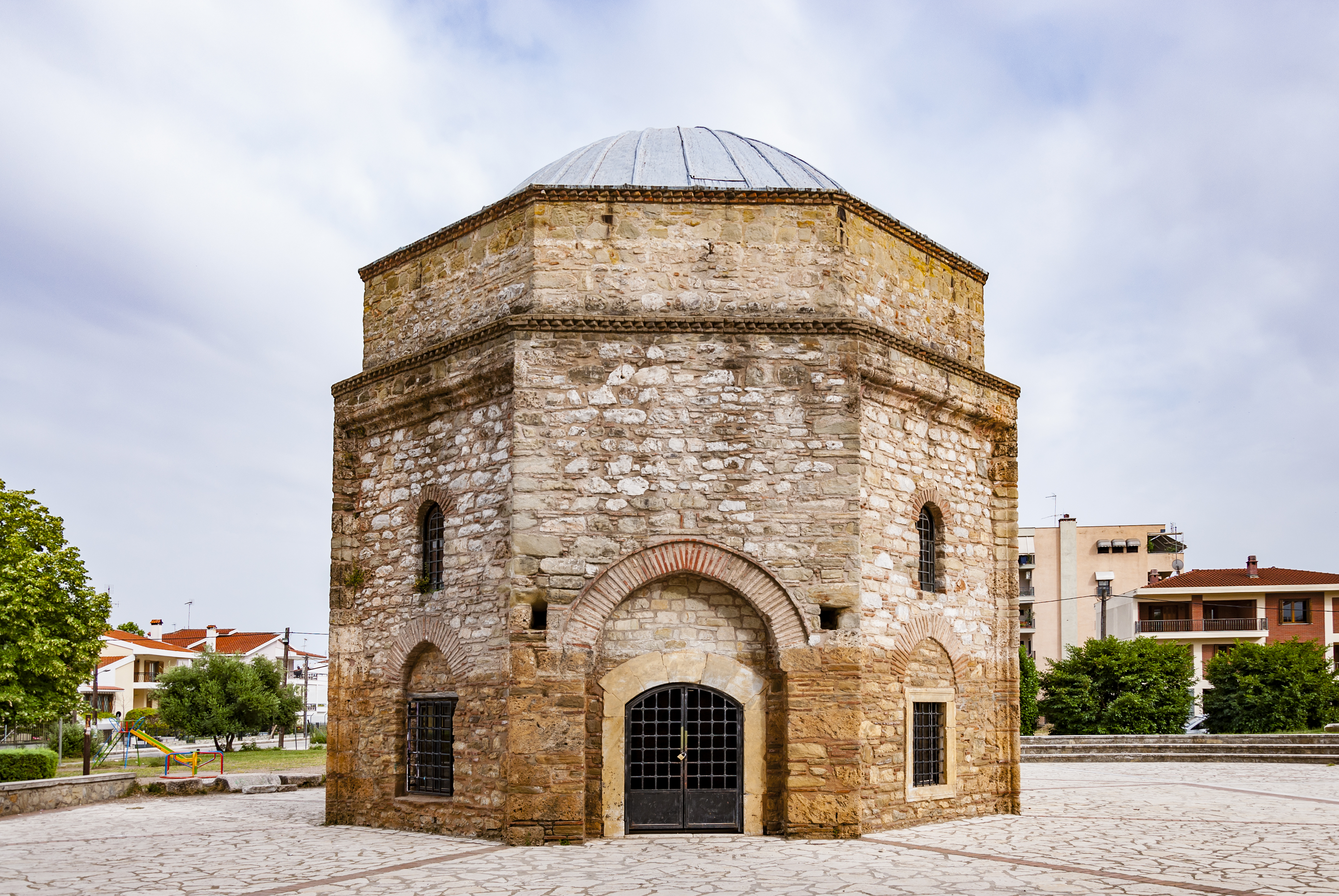
El türbe de Osman Shah visto desde el sureste de la mezquita.

La Mezquita de Osman Saj (en griego: Τέμενος Οσμάν Σαχ, romanizado: Témenos Osmán Sach), también conocida como Mezquita de Koursum (en griego: Κουρσούμ τζαμί «mezquita de plomo») es un edificio otomano de mediados del siglo XVI situado en la ciudad griega de Tríkala, en Tesalia. La mezquita y un türbe son los restos de un külliye (complejo) encargado por Osman Saj gobernador de Tríkala. Única obra en Grecia del famoso arquitecto Sinan, la mezquita fue renovada en la década de 1990 y actualmente alberga exposiciones culturales.

## Historia
A mediados del siglo XVI , Osman Saj, yerno,< o sobrino del sultán Solimán, fue gobernador de los sanjacado de Tríkala y Lepanto. Importante dignatario otomano, hizo construir en la década de 1550, o poco antes de su muerte en 1567-1568, un imponente complejo que incluía una madrasa, una mezquita, un imaret, un kan y baños. Se dice que el edificio es uno de los 76, 79 u 81  mezquitas del famoso arquitecto Sinan, la única mezquita que se conserva en Grecia  y una de las pocas de los Balcanes que ha sobrevivido en un estado satisfactorio de conservación e integridad. El viajero Evliya Çelebi la describió cuando visitó la región un siglo después de su construcción.
El monumento permaneció relativamente intacto hasta el final de la dominación otomana, aparte de la posible reconstrucción de la cúpula en el siglo XIX tras un terremoto. Posteriormente, la mezquita fue víctima de numerosos conflictos y se utilizó como almacén de forraje y establo a principios del siglo XX. En la misma época, se derrumbó el pórtico.
Catalogado como monumento histórico en 1936, el edificio fue objeto de una importante restauración en la década de 1990 con ayuda de fondos europeos, que incluyó la reconstrucción del pórtico. Actualmente se utiliza para exposiciones culturales.

## Arquitectura
Situada a orillas del río Liteos, la mezquita de Osman Saj está construida en forma tabicada, con la mampostería alternando una hilera de sillares de piedra caliza verdosa y tres hileras de ladrillos. Tiene tres filas de ventanas en la fachada, a excepción del muro oriental de la alquibla, que solo tiene dos ventanas en el nivel inferior. En el nivel superior, solo la ventana central de cada una de las tres fachadas es rectangular; las otras dos son circulares.
La mezquita presenta una imponente cúpula octogonal sobre pechinas, la mayor de Grecia con 18 m de diámetro y 22,5 m de altura, con ocho ventanas en el tambor. Realizada enteramente en ladrillo y recubierta de plomo, la cúpula está reforzada por un par de contrafuertes en cada una de las cuatro pechinas. En la parte superior de las fachadas, el alero está formado por una doble hilera de tejas con dientes de sierra que crean un efecto de ménsula. Se conserva un alminar de piedra de unos 23 m de altura hasta el balcón.
El pórtico, de 24,57 m de largo, se extiende más allá de cada lado de la sala de oración, de 21,4 m cuadrados (incluidos los muros), para integrar el alminar en la simetría de la fachada. Está sostenido por seis columnas con capiteles turcos y rematado por cinco pequeñas cúpulas sobre pechinas. En la parte superior de la portada de mármol blanco y verde había una inscripción dedicatoria, hoy desaparecida.. La portada de entrada está enmarcada a ambos lados por una ventana, situada a su vez en medio de dos hornacinas. Al noroeste, una pequeña puerta de la fachada principal conduce al alminar.
En el interior, el muro de la alquibla alberga el mihrab ricamente pintado en su centro, así como un notable minbar hoy desaparecido. Una galería de madera elevada de 4 m de ancho, accesible desde dos escaleras en el muro a ambos lados de la entrada, recorre toda la longitud de la fachada principal. Las jarras acústicas están integradas en el muro interior a la altura de las pechinas, una técnica habitual en la arquitectura bizantina.
13,2 m al sureste de la mezquita se encuentra el mausoleo (türbe) de Osman Saj, construido en piedra y ladrillo y rematado por una cúpula de plomo.